# Toronto Raptors

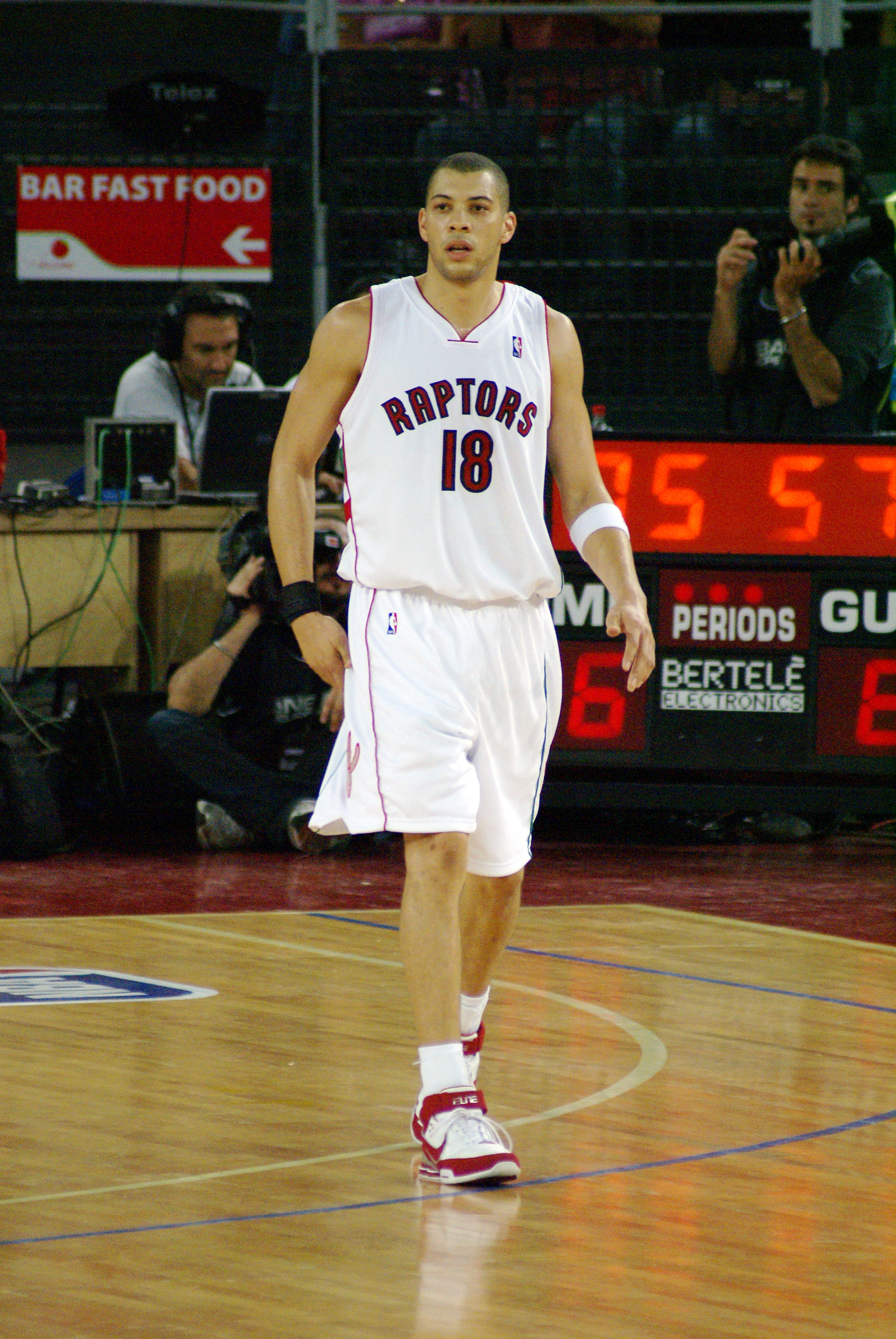
Anthony Parker

Toronto Raptors je kanadský basketbalový tým hrající severoamerickou ligu National Basketball Association. Patří do Atlantické divize Východní konference NBA. Byl založen roku 1995.
V sezóně 2006/07 Raptors dosáhli na svůj první titul v Atlantické divizi, od té doby ji vyhráli ještě 6krát v sezonách: 2014/14, 2014/15, 2015/16, 2017/18, 2018/19, 2019/20. Východní konferenci se jim podařilo vyhrát jednou v sezóně 2018/19, a ve stejné sezoně vyhrály i Finále NBA, když zdolali Golden State Warriors 4:2 na zápasy, a tím se stali prvním týmem mimo USA který vyhrál Larry O'Brien trophy.

## Statistika týmu v NBA
| Sezóna          | Výhry           | Prohry          | %               | Účast v play-off                                                | Výsledky v play-off                                                                    |
| Toronto Raptors | Toronto Raptors | Toronto Raptors | Toronto Raptors | Toronto Raptors                                                 | Toronto Raptors                                                                        |
| --------------- | --------------- | --------------- | --------------- | --------------------------------------------------------------- | -------------------------------------------------------------------------------------- |
| 1995-96         | 21              | 61              | 25,6            |                                                                 |                                                                                        |
| 1996-97         | 30              | 52              | 36,6            |                                                                 |                                                                                        |
| 1997-98         | 16              | 66              | 19,5            |                                                                 |                                                                                        |
| 1998-99         | 23              | 27              | 46,0            |                                                                 |                                                                                        |
| 1999-2000       | 45              | 37              | 54,9            | První kolo                                                      | 0:3 New York Knicks                                                                    |
| 2000-01         | 47              | 35              | 57,3            | První kolo Konferenční semifinále                               | 3:2 New York Knicks 3:4 Philadelphia 76ers                                             |
| 2001-02         | 42              | 40              | 51,2            | První kolo                                                      | 2:3 Detroit Pistons                                                                    |
| 2002-03         | 24              | 58              | 29,3            |                                                                 |                                                                                        |
| 2003-04         | 33              | 49              | 40,2            |                                                                 |                                                                                        |
| 2004-05         | 33              | 49              | 40,2            |                                                                 |                                                                                        |
| 2005-06         | 27              | 55              | 31,3            |                                                                 |                                                                                        |
| 2006-07         | 47              | 35              | 57,3            | První kolo                                                      | 2:4 New Jersey Nets                                                                    |
| 2007-08         | 41              | 41              | 50,0            | První kolo                                                      | 1:4 Orlando Magic                                                                      |
| 2008-09         | 33              | 49              | 40,2            |                                                                 |                                                                                        |
| 2009-10         | 40              | 42              | 48,8            |                                                                 |                                                                                        |
| 2010-11         | 22              | 60              | 26,8            |                                                                 |                                                                                        |
| 2011-12         | 23              | 43              | 34,8            |                                                                 |                                                                                        |
| 2012-13         | 34              | 48              | 41,5            |                                                                 |                                                                                        |
| 2013-14         | 48              | 34              | 58,5            | První kolo                                                      | 3:4 Brooklyn Nets                                                                      |
| 2014-15         | 49              | 33              | 59,8            | První kolo                                                      | 0:4 Washington Wizards                                                                 |
| 2015-16         | 56              | 26              | 68,3            | První kolo Konferenční semifinále Konferenční finále            | 4:3 Indiana Pacers 4:3 Miami Heat 2:4 Cleveland Cavaliers                              |
| 2016-17         | 51              | 31              | 62,2            | První kolo Konferenční semifinále                               | 4:2 Milwaukee Bucks 0:4 Cleveland Cavaliers                                            |
| 2017-18         | 59              | 23              | 72,0            | První kolo Konferenční semifinále                               | 4:2 Washington Wizards 0:4 Cleveland Cavaliers                                         |
| 2018-19         | 58              | 24              | 70,7            | První kolo Konferenční semifinále Konferenční finále Finále NBA | 4:1 Orlando Magic 4:3 Philadelphia 76ers 4:2 Milwaukee Bucks 4:2 Golden State Warriors |
| 2019-20         | 53              | 19              | 73,6            | První kolo Konferenční semifinále                               | 4:0 Brooklyn Nets 3:4 Boston Celtics                                                   |
| Celkem          | 955             | 1037            | 47,9            |                                                                 |                                                                                        |
| Play-off        | 55              | 62              | 47,0            |                                                                 |                                                                                        |

## Soupiska týmu pro sezónu 2021/22
| Číslo | Stát               | Hráč              | Ročník | Výška  | Příchod z                |
| 1     | Slovinsko          | Goran Dragić      | 1986   | 191 cm | Miami Heat               |
| 3     | Spojené království | OG Anunoby        | 1997   | 201 cm | Indiana College          |
| 4     | USA                | Scottie Barnes    | 2001   | 201 cm | Florida State            |
| 5     | Nigérie            | Precious Achiuwa  | 1999   | 203 cm | Miami Heat               |
| 8     | USA                | Sam Dekker        | 1994   | 203 cm | Türk Telekom             |
| 11    | USA                | Justin Champagnie | 2001   | 198 cm | Pittsburgh               |
| 13    | USA                | David Johnson     | 2001   | 193 cm | Louisville               |
| 14    | Ukrajina           | Svi Mykhailiuk    | 1997   | 198 cm | Oklahoma City Thunder    |
| 17    | Německo            | Isaac Bonga       | 1999   | 203 cm | Washington Wizards       |
| 18    | Japonsko           | Yuta Watanabe     | 1994   | 206 cm | Memphis Grizzlies        |
| 22    | USA                | Malachi Flynn     | 1998   | 185 cm | San Diego State          |
| 23    | USA                | Fred VanVleet     | 1994   | 185 cm | Wichita State College    |
| 24    | Kanada             | Khem Birch        | 1992   | 206 cm | Orlando Magic            |
| 25    | Kanada             | Chris Boucher     | 1993   | 206 cm | Golden State Warriors    |
| 33    | Kanada             | Gary Trent Jr.    | 1999   | 196 cm | Portland Trail Blazers   |
| 43    | Kamerun            | Pascal Siakam     | 1994   | 206 cm | New Mexico State College |
| 45    | Kanada             | Dalano Banton     | 1999   | 201 cm | Nebraska                 |